# Poikilacanthus skutchii
Poikilacanthus skutchii är en akantusväxtart som beskrevs av D.N. Gibson. Poikilacanthus skutchii ingår i släktet Poikilacanthus och familjen akantusväxter. Inga underarter finns listade i Catalogue of Life.